# Mika Nox
Mika Nox (* 12. Mai 1999 in Deutschland) ist eine deutsche Erotik-Influencerin und Content Creatorin.

## Leben
Mika Nox stammt aus der Oberpfalz in Bayern. Sie absolvierte ein Studium der Betriebswirtschaftslehre und arbeitete im Marketing eines Modeunternehmens sowie im Projektmanagement für die US Army in der Logistik.

## Karriere
Mika Nox begann ihre Karriere in der Online-Erotikbranche und wurde schnell bekannt. Sie gewann 2023 den „MyDirtyHobby Top Newcomer Award“ und konnte sich durch ihre Zusammenarbeit mit der Agentur VikaModels etablieren. 2024 begann sie ihre Ausbildung zur  Domina in der  Mistress Academy von Aurora Nia Noxx, um langfristig ihr eigenes Domina-Studio unter dem Franchise-Konzept Mistress Empire zu eröffnen.

## Auszeichnungen
- 2024: Venus Award als „Top Shootingstar“.[5]

## Medienpräsenz
Mika Nox erhielt mediale Aufmerksamkeit durch Interviews und Artikel über Aufklärung und ihre Karriere. Sie nutzt ihre Plattform, um für Akzeptanz und Offenheit gegenüber Sexualität und Kinks zu werben.